# Eroe dell'Uzbekistan
Il titolo di Eroe dell'Uzbekistan è il più alto titolo onorifico dell'Uzbekistan.

## Storia
L'onorificenza è stata istituita il 5 maggio 1994.

## Insegne
- L'insegna è costituita da una lega di oro 750 e ha la forma di una stella a otto punte con raggi diedro sul dritto. La distanza tra le estremità opposte della stella 32 millimetri. Nel centro della stella vi è un cerchio del diametro di 8 mm con inciso una mezzaluna e una stella a cinque punte, i simboli corrispondenti dell'emblema dello Stato della Repubblica di Uzbekistan. La mezzaluna si inserisce in un cerchio di diametro 6 mm e il diametro della stella a cinque punte è 3 mm. Sul rovescio della medaglia si trova l'emblema di Stato della Repubblica di Uzbekistan. Sotto l'emblema vi è il numero di serie.